# Lavender Menace
Lavender Menace (en español, la Amenaza Violeta) fue un grupo informal de feministas lesbianas radicales creado para protestar por la exclusión de las lesbianas y los temas que las afectaban del movimiento feminista en el Segundo Congreso para unir a las mujeres de Nueva York el 1 de mayo de 1970. Algunos de sus miembros fueron Karla Jay, Rita Mae Brown, Lois Hart, Barbara Love, Ellen Shumsky y Michaela Griffo, principalmente miembros de la Gay Liberation Front (GLF) y de la National Organization for Women (NOW).